# Nhà trại

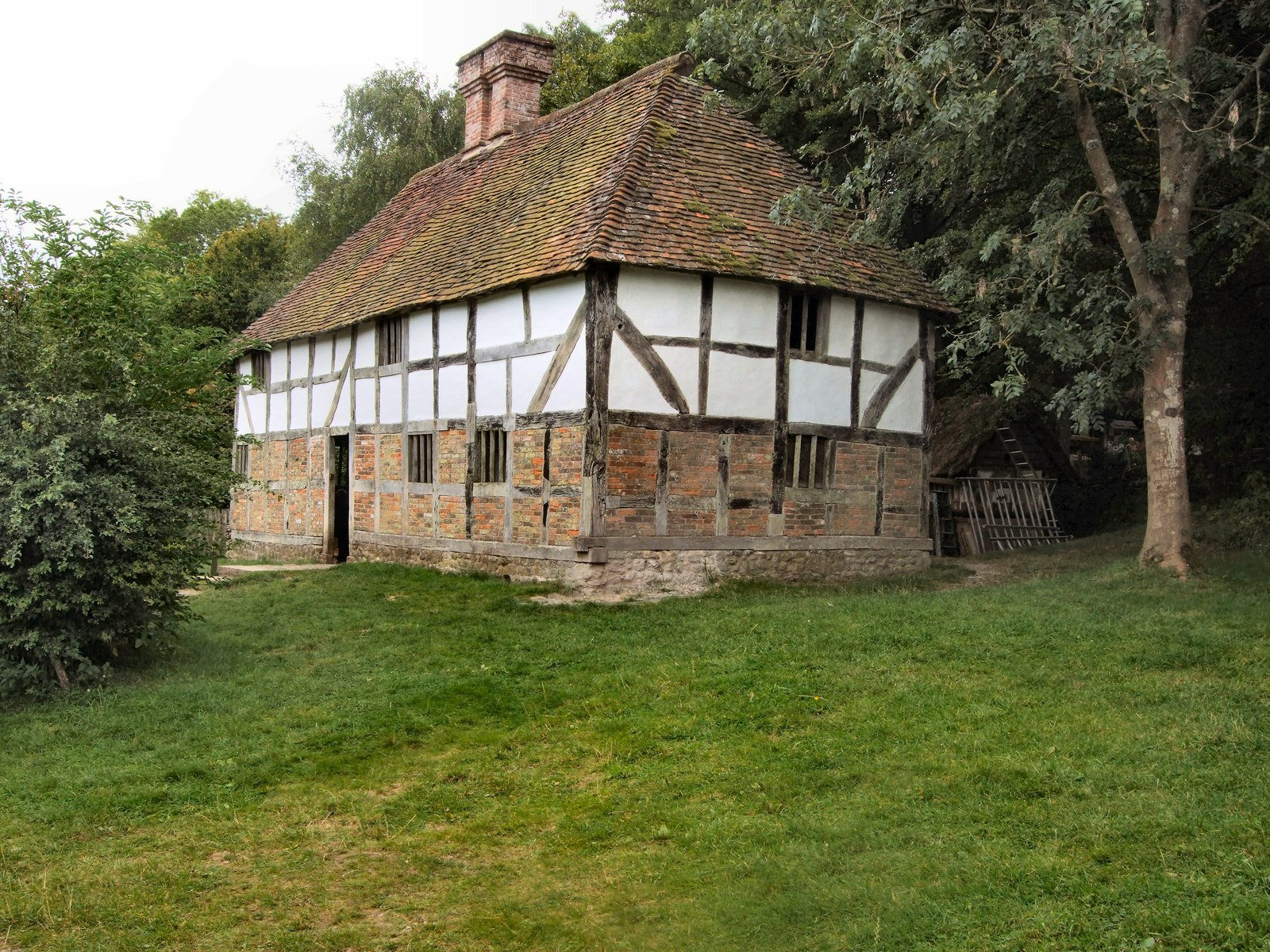
Một nhà trại kiểu cổ ở châu Âu

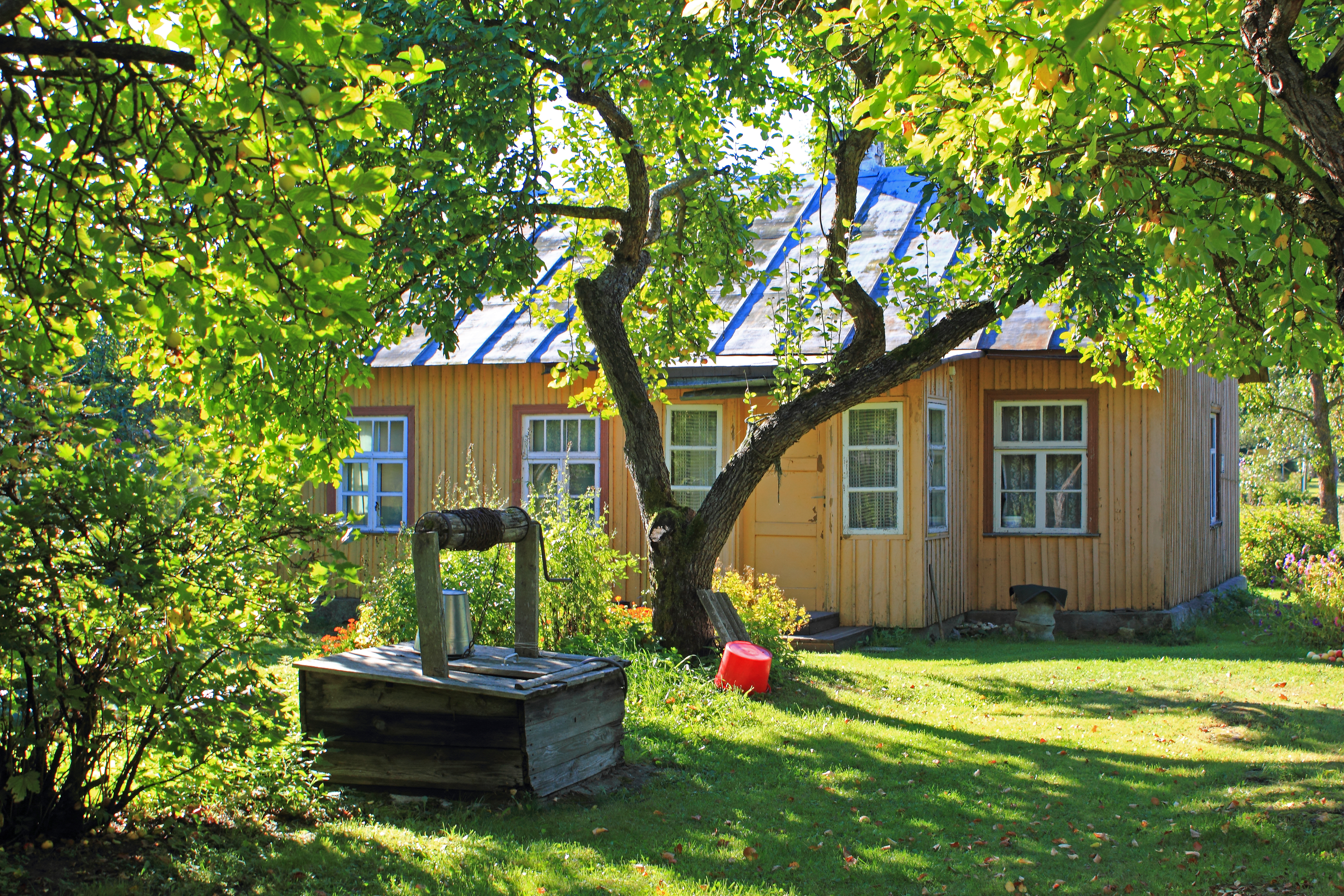
Một gia trang ở Estonia

Nhà trại (Farmhouse) hay nhà vườn hay gia trang  là một tòa nhà đóng vai trò là khu trú chính trong khung cảnh đồng quê nông thôn hoặc ở trang trại trong môi trường nông nghiệp. Trong lịch sử, các gia trang thường được kết hợp với không gian dành cho các loài vật được gọi là nhà kho hay trại súc vật. Các trang trại khác có thể được kết nối với một hoặc nhiều chuồng trại, được xây dựng để tạo thành sân vườn trong hoặc mỗi tòa nhà trang trại tách biệt với nhau. Nhà kiểu Bresse (Ferme bressane) là một loại trang trại được tìm thấy ở vùng Bresse nước Pháp và có đặc điểm là có chiều dài, tường gạch và mái gỗ. Nhà Mas là một trang trại truyền thống độc đáo của Provence và Miền Nam nước Pháp. Ở Mỹ có kiến trúc Ranch (còn được gọi là American Ranch, California Ranch, Rambler, hay Rancher) là một phong cách kiến trúc nội địa có nguồn gốc từ Hoa Kỳ. Các phong trào bảo tồn đã bắt đầu ở một số khu dân cư trong trang trại, sự hồi sinh này được so sánh với phong cách ngôi nhà khác như nhà gỗ trong thế kỷ XX
Trong lịch sử có ba loại nhà trang trại chính ở Đức, nhiều loại còn tồn tại cho đến ngày nay. Niedersachsenhaus (nhà Hạ Saxony) được tìm thấy chủ yếu ở Đồng bằng Bắc Đức, nhưng cũng có ở phần lớn Hà Lan. Đó là một công trình kiến trúc lớn với mái rộng được hỗ trợ bằng hai đến bốn hàng cột bên trong. Cánh cửa chuồng lớn ở đầu hồi mở ra một đại sảnh rộng rãi, hay còn gọi là Deele, với các chuồng trại và chuồng gia súc ở hai bên và chỗ ở ở cuối, lối vào từ bên cạnh và mái nhà được hỗ trợ bằng các bức tường gò bó bên ngoài. Sau đó, kiểu Mitteldeutsches Haus này được mở rộng thành hai tòa nhà trở lên xung quanh một sân trang trại hình chữ nhật, thường có tầng thứ hai. Ngôi nhà Nam Đức được tìm thấy ở miền nam nước Đức và có hai biến thể chính, nhà Swabian hoặc ngôi nhà Rừng Đen và trang trại Bavarian. Một ngôi nhà tên là Casa Colonica ở Ý là một kiểu trang trại nơi cư dân làm việc ở đồng áng nhưng không sở hữu trang trại. Gia trang Ta' Tabibu và Gia trang Ta' Xindi là hai nhà trang trại điển hình ở Maltađược xây dựng bằng cách sử dụng vật liệu Đá vôi. Trong tiếng Malta một trang trại được gọi là Razzett